# بكتيريات متغذية تعابرية
بكتيريات متغذية تعابرية (الاسم العلمي: Syntrophobacterales) هي رتبة من البكتيريا، سلبية الغرام، تتبع طائفة متقلبات دلتا.